# Oburu Odinga
Oburu Ngona Odinga (* 15. Oktober 1943) ist ein kenianischer Politiker.

## Biografie
Odínga, Sohn des ersten Vizepräsidenten Kenias Oginga Odinga und älterer Bruder des jetzigen Ministerpräsidenten Raila Odinga, absolvierte ein Studium der Wirtschaftswissenschaften, das er mit einem Master of Science (M.Sc.Econ.) abschloss. Später promovierte er zum Philosophiae Doctor (Ph.D.) in Ökonomie in Moskau und absolvierte angewandte Kurse in öffentlicher Finanzwirtschaft am Kenya Institute of Administration.
Seine berufliche Laufbahn begann er 1971 als Leiter Verwaltungsassistent der Stadtverwaltung von Kisumu. Anschließend war er zwischen 1974 und 1980 Generalmanager von LUTATCO. Seine politische Laufbahn begann er 1974 als Mitglied des Stadtrates von Kisumu, dem er bis 1979 angehörte. Zwischen 1981 und 1994 war er als Ökonom im Staatsministerium für Planung, Nationale Entwicklung und die Vision 2030 tätig.
1994 wurde er zum Mitglied des Parlaments gewählt, in dem er seitdem den Wahlkreis Bondo vertritt. Seit 2006 ist er Mitglied der von seinem Bruder Raila Odinga geführten Orange Democratic Movement.
Nachdem dieser im April 2008 Ministerpräsident Kenias wurde, berief dieser Oburu Odinga zum Vizeminister für Finanzen (Assistant Minister of Finance).